# نوط الالتزام المشترك

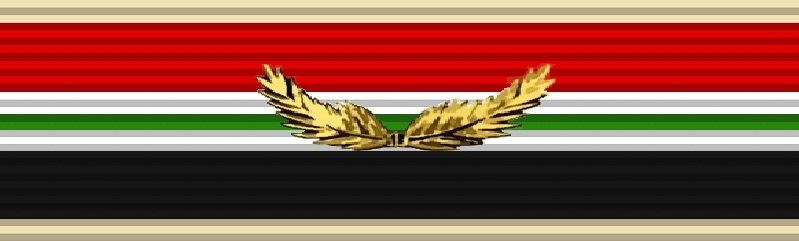
نوط الالتزام المشترك

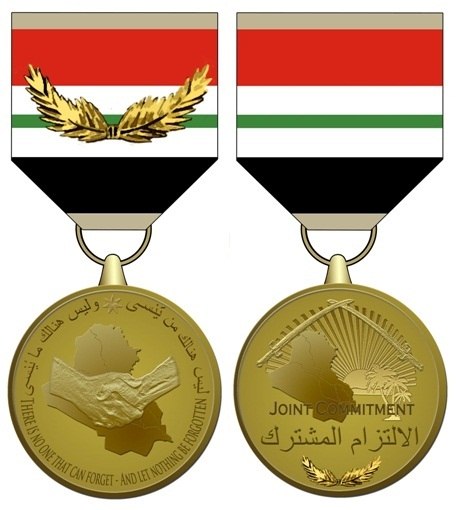
Iraq Commitment Medal

نوط الالتزام المشترك وهو من الاوسمة العراقية و نوط من المفترض إصداره من قبل الحكومة العراقية منذ العام 2011 ويمنح للعسكرين والمدنيين العراقيين والأجانب لكن إصداره تأخر لغاية هذه اللحظة ولم يصدر منه سوئ نسخة واحدة فقط منحت لجو بايدن نائب الرئيس الأمريكي اثناء زيارته للعراق في ديسمبر2011